# Cosmic Coasters
Cosmic Coasters ist ein Brettspiel, das von Andrew Looney entworfen wurde. Cosmic Coasters hat den Origins Award 2001 in der Kategorie Best Abstract Board Game.

## Beschreibung

### Spielfeld
Als Spielfelder fungieren zwei normale Bierdeckel, die mit einem Linien-Symbolmuster versehen sind. Die Linien bilden ein Kreuz in einem Kreis. In der Mitte des Kreuzes liegt das Symbol der Teleportier-Station (ein Kreis). Auf dem äußeren Kreis sind abwechselnd vier Quadrate und vier Dreiecke angeordnet. Die Dreiecke sind „Energiefelder“, die Quadrate sind „Fabriken“. Jeder Bierdeckel stellt eine Raumkolonie mit vier „Fabriken“, vier „Energiefeldern“ und einem „Teleporter“ dar. Jeder Spieler verfügt über sieben Spielsteine, zum Beispiel Münzen der gleichen Bezeichnung, die auf dem eigenen Bierdeckel verteilt werden.

### Spielverlauf
Spieler ziehen abwechselnd. Pro Zug können sie den Teleporter benutzen, Raumschiffe bauen und von Feld zu Feld ziehen.
Die Zugmöglichkeiten:
- Teleport: Solange ein Spieler als einziger auf einem Bierdeckel zwei oder mehr Energiefelder besetzt, kann er eine Münze vom Teleportfeld auf den anderen Bierdeckel beamen, oder ins All hinaus katapultieren. Wenn auf dem Zielfeld bereits eine Münze liegt, wird sie zerstört.
- Bau: solange ein Spieler die zwei Energiefelder neben einer leeren Fabrik kontrolliert und er eine Ersatz-Münze hat, kann er eine Münze auf dieses Fabrikfeld setzen.
- Verschieben: Ein Spieler kann eine Münze von einem Feld auf ein Nachbarfeld verschieben. Wenn dieses bereits besetzt ist, wird mit Schere, Stein, Papier ein Resultat ermittelt: 
  - Angreifer gewinnt: Die Münze des Verteidigers landet im Weltall
  - Angreifer und Verteidiger unentschieden: Die Münze des Verteidigers landet im Weltall, aber der Angreifer darf nicht auf das freiwerdende Feld ziehen
  - Verteidiger gewinnt: Beide Münzen bleiben auf den ursprünglichen Feldern

### Sieg
Es gewinnt derjenige Spieler, der als erstes zurück auf seinen Planeten teleportiert.